# Krystian Legierski
Krystian Łukasz Legierski (ur. 22 kwietnia 1978 w Koniakowie) – polski działacz na rzecz LGBT, prawnik, adwokat, dziennikarz, polityk i przedsiębiorca.

## Dzieciństwo, edukacja
Jest synem Polki i Mauretańczyka. W dzieciństwie występował w zespole Mały Koniaków, a następnie w Zespole Pieśni i Tańca Ziemi Cieszyńskiej. Był ministrantem w kościele na Kubalonce. Był tam molestowany przez swojego proboszcza (w 2018 duchowny został uznany za winnego molestowania ministrantów przez watykańską Kongregację Nauki Wiary).
Ukończył studia na Wydziale Prawa i Administracji Uniwersytetu Warszawskiego z wyróżnieniem, opiekunem jego pracy dyplomowej był prof. Marek Safjan.
W roku 2007/2008 prowadził seminarium gender studies pt. Homoseksualizm w wybranych kontekstach przy Uniwersytecie Warszawskim.
Absolwent Szkoły Praw Człowieka Helsińskiej Fundacji Praw Człowieka.
Absolwent Centrum Prawa Amerykańskiego na Wydziale Prawa i Administracji w 
University of Florida Levin College of Law (USA).

## Działalność zawodowa i społeczna
W 2003 założył wraz z Elą Solanowską na warszawskiej Starówce klub Le Madame, który przez trzy lata (do eksmisji w marcu 2006) stanowił alternatywny ośrodek kultury. Był współwłaścicielem klubów Tomba-Tomba i M25.
Jest twórcą Listu otwartego prawników do prezydenta Warszawy w związku z zakazem Parady Równości w 2005.
Od 2009 jest członkiem nieformalnej Grupy Inicjatywnej ds. Związków Partnerskich.
Od października 2006 do listopada 2010 prowadził audycję pt.: Lepiej późno niż wcale w radiu Tok FM.
Był współzałożycielem Fundacji Panoptykon.
W 2014 został członkiem Rady Programowej Polskiego Radia i zastępcą jej przewodniczącego.
Od 2015 prowadzi wspólnie z Martą Konarzewską audycję pt.: Polityczna Pedaliada w radiu należącym do Medium Publicznego.
Od 2017 jest adwokatem w Okręgowej Radzie Adwokackiej w Warszawie.

## Działalność polityczna
W latach 2001–2005 prowadził biuro senator Marii Szyszkowskiej. Był działaczem Zielonych 2004. W 2004 został członkiem Rady Krajowej partii. Był kandydatem Zielonych w wyborach do Parlamentu Europejskiego w 2004 w okręgu warszawskim. Kandydował również z ramienia Zielonych w wyborach do Sejmu w 2005 na liście SDPL w Warszawie.
W wyborach do Parlamentu Europejskiego w 2009 kandydował w Warszawie z 8. miejsca listy Porozumienia dla Przyszłości – CentroLewica, zdobywając 1601 głosów, co uplasowało go na czwartym miejscu względem wyników pozostałych kandydatów na liście. W czerwcu 2009 złożył w trybie wyborczym trzy pozwy przeciw działaczom Prawicy Rzeczypospolitej za stwierdzenia uznające homoseksualizm za chorobę. Odrzucenie pozwu skierowanego przeciw Marii Mięsikowskiej-Szreder sąd uzasadnił brakiem dowodów na to, że homoseksualizm nie jest chorobą. W sprawie związanej z wypowiedzią Andrzeja Czaplickiego sąd orzekł, że wypowiedziane przez niego słowa nie są informacją, a poglądem i nie podlegają rozpatrzeniu w trybie wyborczym. Legierski zaskarżył tę decyzję do Europejskiego Trybunału Praw Człowieka w Strasburgu.
W wyborach 21 listopada 2010 jako przedstawiciel Zielonych został wybrany 5279 głosami do Rady m.st. Warszawy z listy SLD. W dniu 1 grudnia złożył ślubowanie podczas pierwszego posiedzenia. Był pierwszym jawnym gejem w historii Polski, który został wybrany na urząd publiczny w wyborach powszechnych.
W wyborach parlamentarnych w 2011 bez powodzenia kandydował z warszawskiej listy SLD do Sejmu VII kadencji. Na początku grudnia tego samego roku na kongresie Zielonych 2004 kandydował na przewodniczącego ugrupowania, przegrywając z Radosławem Gawlikiem. Po porażce wystąpił z partii. W wyborach do Parlamentu Europejskiego w 2014 startował z listy koalicji SLD-UP w okręgu warszawskim i nie uzyskał mandatu posła, zdobywając 1386 głosów. W wyborach samorządowych w 2014 ponownie kandydował do warszawskiej rady miasta z listy SLD Lewica Razem, nie udało mu się uzyskać reelekcji.
Przed II turą wyborów prezydenckich w 2015 zadeklarował głos na Andrzeja Dudę (motywując to sprzeciwem wobec polityki Bronisława Komorowskiego i PO). Wytoczył proces redaktorowi Robertowi Mazurkowi za przypisanie mu nieprawdziwych cytatów w wywiadzie, który ukazał się 25 lipca 2015 roku w dzienniku „Rzeczpospolita” pt. „Homofobiczna Platforma”, że jest zwolennikiem Andrzeja Dudy i partii PIS; sąd uznał Mazurka winnym popełnienia przestępstwa publikacji nieautoryzowanych cytatów.
W wyborach parlamentarnych w 2015 bezskutecznie kandydował do Sejmu z listy Zjednoczonej Lewicy.